# Новокаховский агроколледж
Новокаховский агроколледж — образовательное учреждение в Херсонской области Украины (город Новая Каховка). Полное наименование — «Отдельное структурное подразделение „Новокаховский колледж Таврического государственного агротехнологического университета“» (укр. «Новокаховський коледж Таврійського державного агротехнологічного університету»).
Колледж специализируется на подготовке младших специалистов по обслуживанию сельскохозяйственной техники, специалистов в сфере энергетики, гидромелиорации, экономики, финансов, информационных технологий и в других областях.
Уровень аккредитации — І. Лицензия — АВ № 529287 от 13.07.2010 года.

## История

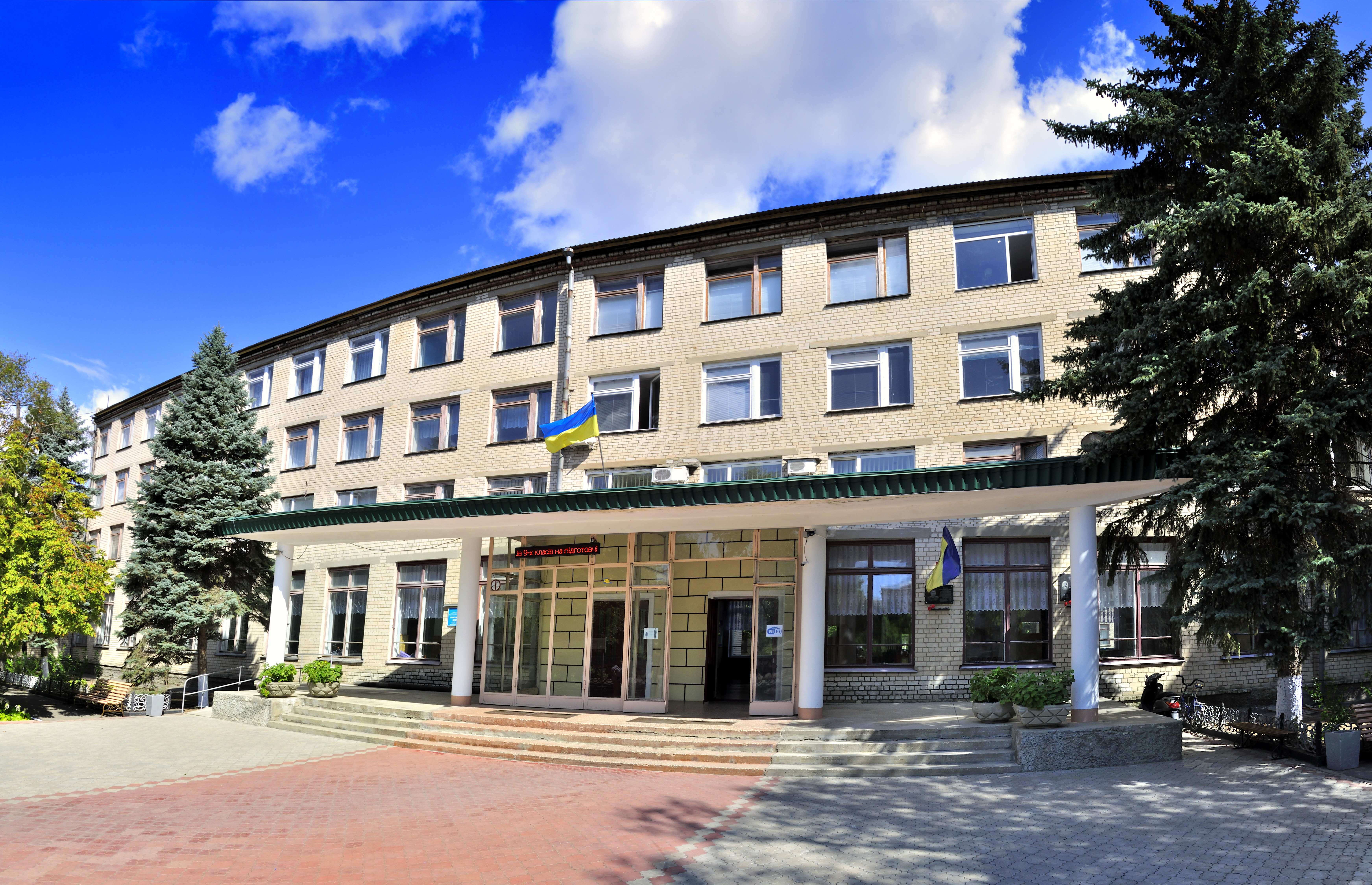
Здание агроколледжа

Учебное заведение было основано в 1953 году в городе Херсоне согласно приказу Совета Министров СССР как техникум механизации сельского хозяйства.
В 1957 году после объединения техникума механизации сельского хозяйства с Херсонским техникумом бухгалтерского учёта, учебное заведение было переведено в Новую Каховку и переименовано в Новокаховский техникум гидромелиорации, механизации и электрификации сельского хозяйства.
В 1961 году началось обучение иностранных студентов. Это были первые 120 студентов с острова свободы — Куба. За период с 1961 до 1992 года техникум подготовил 1480 специалистов из 42 стран Азии, Африки и Латинской Америки.
В 1972 году техникум переехал в новое здание, которое занимает и сейчас. В центре города возвышаются светлые современные сооружения учебных корпусов колледжа, где одновременно могут обучаться более 1000 студентов.
В 1993 году учебное заведение получило статус колледжа, что обусловлено необходимостью готовить не механического исполнителя, а специалиста, способного самостоятельно работать на земле, разбираться в сложных вопросах правовых и рыночных отношений в условиях реформирования аграрного сектора Украины.
В марте 1995 года Верховная Рада Украины внесла колледж в перечень объектов, приватизация которых запрещена в связи с их общегосударственным значением.
Детальный анализ потребности специалистов-аграриев в нашей области и всего Южного региона показал необходимость открытия новых перспективных специальностей: землеустройство, правоведение, организация производства, экономика предприятия, обслуживание интеллектуальных интегрированных систем, финансы и кредит.

## Заслуги
Колледж с 2001 года является постоянным участником международных выставок «Современное образование в Украине», «АГРО», «Инноватика в образовании Украины». Награждён тремя бронзовыми медалями за внедрение инновационных технологий обучения, свидетельствами и дипломами.
В 2006 и 2008 годах колледж получил Почетное звание «Лидер современного образования», награду Министерства образования и науки Украины «Флагман образования и науки Украины 2009», диплом лауреата в номинации «Инноватика в высшем образовании 2009».
За весомый вклад в развитие аграрного образования Украины, плодотворный труд преподавателей и студентов ВСП «Новокаховский колледж Таврического ДАТУ» был награждён золотой медалью XXII международной выставки-ярмарки «АГРО-2010» и наградами и дипломами департамента Министерства аграрного образования.

## Руководство
- Директор: Гребинчак Олександр Ильич[5][6].
- Заместители директора:
  - по учебной работе — Назарова Лариса Григорьевна[7];
  - по учебно-производственной работе — Спильнык Сергей Михайлович[7];
  - по воспитательной работе — Потапова Надежда Александровна[7];
  - по хозяйственной части — Дубина Денис Анатолиевич[7].

## Специальности
- Эксплуатация и ремонт машин и оборудования агропромышленного производства.
- Монтаж, обслуживание и ремонт электротехнических установок в АПК.
- Обслуживание интеллектуальных интегрированных систем.
- Землеустройство.
- Строительство, обслуживание и ремонт гидромелиоративных сооружений.
- Правоведение.
- Организация производства.
- Экономика предприятия.
- Финансы и кредит.